# 屈健
屈健（1914年1月20日—2013年8月21日），男，河南桐柏人，中华人民共和国政治人物，中国共产党高级干部。副省部级离休待遇。

## 生平
1930年屈健加入共青团，不久转入中国共产党。因被捕而脱党。1935年秋在河南省立开封师范学校读书时参加抗日救亡运动。1937年1月，经中华民族解放先锋队介绍，结伴赴太原，参加山西牺牲救国同盟会总会举办的抗日军政干部训练班。1937年3月经中共山西省工委批准其申请恢复组织生活（整风运动后，1944年晋绥分局报中共中央批准，从1945年1月重新入党）。1937年5月训练班结业后，派任平鲁县牺盟会特派员，公开身份为平鲁县第一高级小学政治教导员；中共山西省工委将平鲁、右玉、左云特派员中的党员屈健、韩燕如、王连哲编为一个党小组，屈健任组长。1937年9月大同失守，屈健在西雁北地区坚持抗日工作。1937年11月，中共晋绥边特委任命其为平鲁县抗日游击队指导员兼党支部书记，后兼任平鲁县动委会主任委员、中共平鲁县工委书记。1938年7月调任在右南县新组建的牺盟会晋绥边工委组织部部长、秘书兼中共党团书记。1940年春，任第十一专署（雁北区）专员。1942年秋被选为晋西北临参会参议员。后调任晋绥边区行署禁烟督察处副处长。1944年春入晋绥分局党校参加整风学习、大生产运动，被选为党校劳动模范。 
1945年9月任晋绥行署建设处副处长，分管农田水利建设。1947年春参加兴县五区土地改革试点工作，任兴县五区土改工作团团长。后任中共晋绥第一地委党校副校长兼教务长、党总支副书记、兴县县委委员。1949年6月任晋南行署建设处处长。1949年9月任晋南行署南下梯队参谋长、副政委。
中华人民共和国成立后，任西南军政委员会农村部副部长、中央人民政府林业部云南垦殖局局长、西南行政委员会水利局局长。1954年大区撤销后，调任水利部、农业部、水电部农田水利局局长。水利部部长钱正英回忆：“1958年，越南胡志明主席邀请中国共产党派水利代表团去越南提供咨询。中共中央派水利部部长钱正英领队，三位成员为水利水电科学研究院院长张子林、农业部农田水利局局长屈健和广西壮族自治区优秀县委书记陈泳。屈健提议，仿照毛主席研究农村合作社的经验，在越南各地寻找先进典型，编一本书，从中总结经验，提供给越共中央参考。我们同意这个方案，并决定由屈健负责主编。我们在越南工作了两个月，最后向越共中央政治局汇报，得到高度评价。”
1977年任水电部办公厅副主任、水利部农田水利局局长、水电部农田水利局顾问。
1983年11月离休，担任水利部离退休干部局老部长支部副书记。2002年1月，经中共中央组织部批准，享受部长级医疗待遇。
2013年8月21日逝世，去世前遗愿：“捐献遗体，办理后事一切从简，只穿换洗干净的衣裤。省下的丧葬费用捐献给（平鲁区）李林中学，做奖学金。” 

## 身后
2013年8月23日，遗体送别仪式在首都医科大学举行。水利部部长陈雷，副部长矫勇、刘宁、李国英、蔡其华，水利部原副部长、中纪委驻环境保护部纪检组组长周英，水利部老领导杨振怀、王继兴、朱登铨、李昌凡、周保志以及水利部机关司局、直属单位有关负责人前往送别。

## 社会兼职
曾任黄河中游水土保持委员会副主任，国务院水土保持委员会办公室主任，中国水利学会农田水利专业委员会副主任，中国水土保持学会常务理事。

## 家庭
发妻李林：印尼归侨。在牺盟会十二连受训时相识。1938年12月在平鲁县牺盟工作会上结婚。1940年4月26日，八路军一二〇师六支队骑兵营教导员、牺盟会晋绥边工委宣传部部长兼管地方武装的李林在日军对雁北扫荡中，中共晋绥边工委、第十一专署机关、6支队3营、群众团体及所办的农、青干部和教员训练班近千人在右南县东平太村遭日伪军包围，怀孕3个月的李林率部掩护突围作战中牺牲，年仅24岁。屈健当时在山阴县窝棚沟养病。李林被评为100位为新中国成立作出突出贡献的英雄模范人物。国家公布的首批300名抗日英烈之一。